# آبشار چوپالا
آبشار چوپالا (به انگلیسی: Tchupala Falls) آبشاری است که در کوئینزلند، استرالیا واقع شده و ارتفاع کلی ریزشگاه آن ۳۰ متر است.